# Титу (Румыния)
Титу (рум. Titu) — город в Румынии в составе жудеца Дымбовица.

## История
Долгое время это была обычная сельская местность.
В 1968 году коммуна Титу получила статус города.